# 理想数
数論の理想数（りそうすう、英: ideal number）とは、エルンスト・クンマーが円分体の整数の理想的な素因子分解に現れる数として想像した、架空の数の概念である。この概念はリヒャルト・デーデキントによる環のイデアルの定義へと発展した。

## 定義
理想数そのものは直接定義されず、円分整数に「理想因子が含まれるかどうか」だけが定義される。この定義を述べる。
λ
を奇素数、α を 1 の
λ
乗根とする。現代の慣例とは記号の使い方が異なるが、Kummer (1851) はこのように記号を使っている。以下もクンマーの記号の使い方にあわせる。
q
を λ とは異なる素数とする。f
を
qf ≡ 1 mod λ
となる最小の正整数とする。f
は
λ − 1
を割り切るので
e := (λ − 1)/f
と置くとこれは正整数である。整数 γ を λ を法としての原始根とする。つまり
γ が定める
(Z/λZ)✕ での剰余類がこの巡回群の生成元となるようなものとする。
ηi = ∑ f − 1
j = 0  αγi+ej 
と置く。これはガウス周期と呼ばれている。0番目は η = η0 と略記する。クンマーはガウス周期の整数による一次結合全体
Zη+Zη1+…+Zηe − 1
が環になることを示した。これにより
Zη+Zη1+…+Zηe − 1
と
Z[η, η1, ..., ηe − 1]
は等しいので、この環は後者の記号で表すことにする。当時「環」という概念は無かったので、クンマーはこれを「周期の有理整関数は周期の一次結合として表示できる」と言い表している。
Z[η, η1, ..., ηe − 1]
の元は
φ(η)
と表すことにする。一般には
Z[η]
と
Z[η, η1, ..., ηe − 1]
は異なる。したがって後者の環のすべての元を整数係数の多項式 φ を使って
φ(η)
と表すことはできない。そのため
φ(η)
という書き方は誤解を招きやすいのであるが、クンマーにならって
η, η1, ..., ηe − 1
の整数係数の一次結合をこのような記号で表すことにする。
η, η1, ..., ηe − 1
を根に持つ整数係数のモニック多項式が存在し、それは
mod q
で e 個の根を持つ。
整数
u = u0, u1, ..., ue − 1
を
mod q
するとその根になるものとする。ur
を一つ取ると、環準同型
Z[η, η1, ..., ηe − 1] → Fq 
であって η の像が
ur
の剰余類になるものが唯一存在する。クンマーの時代に「環準同型」という概念は無かったので
クンマーは
φ(η)
の
η
を
ur
に置き換えて合同式を考える、というような表現をしている。簡潔に述べるため、ここでは「環準同型」の言葉を用いる。
f (X)
を一変数の整数係数多項式として
f (α)
を考える。これは今日でいうところの円分整数であるが、クンマーは「複素数」と呼んでいる。またアルファベットの
f
はもう使ってしまっているので記号は重複しているのであるが、多項式の方の f は必ず
f (α)
として使うことにして区別する。
以上の準備のもと、クンマーは
f (α)
が
f (α) ≡ 0 mod q for η = ur
を満たすとき「f (α) は
置換 η = ur に属する q の理想素因子を含む」と定義した。この合同式の定義は次の通りである。まず
f (α)
を
Z[η, η1, ..., ηe − 1]
の元
φj(η)（j=0, 1, ..., f − 1）を使って
f (α) = ∑  f − 1
j = 0  αj φj(η)
として表す（表せる）。そしてすべての j に対して
φj(ur) ≡ 0 mod q
が成り立つこと、つまり
φj(η)
を先ほどの環準同型で送ると 0 になることを先の合同式の定義とする。
クンマーはこの合同式で理想因子が含まれるかどうか判定することを化学で例えて「試薬によって生じる沈殿物で溶液に含まれる元素を決定するようなもの」と言っている。

### イデアル論を使った解釈
記号は今までと同じとする。クンマーが定義した環準同型
Z[η, η1, ..., ηe − 1] → Fq 
の核を
𝖖
とする。これは剰余環が整域（更に強く体）なので素イデアルである。これを延長したイデアル
𝖖Z[α]
も
Z[α]
の素イデアルである（後述）。円分整数
f (α)
がこの素イデアルに含まれることと「置換 η = ur に属する q の理想素因子を含む」ことは同値である。このことは次のように状況を整理すれば判明する。
- 代数体 Q(α) は円分体であり、有理数体 Q の λ − 1 次の巡回拡大である。Q(η) は Q(α) の部分体で、Q 上の拡大次数は e である。これは η の共役が ηj 達でこれらが互いに相異なることから分かる。

- Q(α) の整数環は Z[α] である。また、Q(η) の整数環は Z[η, η1, ..., ηe − 1] である。さらに強く、η, η1, ..., ηe − 1 は整基底である[5]。

- 素数 q は λ と異なる素数なので、拡大  Q(α)/Q での q の分岐指数は 1、剰余次数は f である。よってガロア拡大における素イデアルの分解理論から、q は拡大 Q(α)/Q において (λ − 1)/f = e 個の素イデアルに分解する。

- また、q の分解体は Q(η) である。これは分解体の Q 上の拡大次数が Q(η) と同じく e であることと  Q(α)/Q が巡回拡大であることから分かる。したがって Q(η)/Q においても q は e 個の素イデアルに分解する。

- 𝖖 は剰余体の標数が q なので、この e 個の素イデアルのうちの一つである。

- Q(η) が q の分解体なので、𝖖 は拡大 Q(α)/Q(η) で分解せず、剰余体の拡大のみ起きる。したがって 𝖖Z[α] は Z[α] の素イデアルである。

- 有限体 Z[α]/𝖖Z[α] は有限体 Z[η, η1, ..., ηe − 1]/𝖖 ≅ Fq  の f 次拡大である。また α0, α1, ... , αf − 1 の剰余類がその基底である。

- したがって、f (α) = ∑  f − 1
j = 0  αjφj(η) が mod 𝖖Z[α] で 0 になることと、すべての φj(η) が mod 𝖖 で 0 になることは同値である。また、φj(η) の mod 𝖖 での剰余類は φj(ur) の mod q での剰余類と自然に同一視できる。

- 以上から、円分整数 f (α) が素イデアル 𝖖Z[α] に含まれることと「置換 η = ur に属する q の理想素因子を含む」ことは同値である。

象徴的に言えば、「理想素因子を含む」の定義はイデアル論での「素イデアルを含む」の定義と完全に一致している、ということになる。

## 歴史
クンマーは円分体では一意分解が必ずしも成立しないことを1844年にマイナーな雑誌でまず公表した。これは1847年にリウヴィルの数学誌で再版された。これに続き、1846年と1847年の論文で彼は彼の主定理、つまり（実際の、また理想の）因子への一意分解定理を公表した。
クンマーはフェルマーの最終定理への興味に導かれて「理想複素数」の概念に至ったと広く信じられている。また、ディリクレによって彼の議論が一意分解に依存していることを指摘されるまで、クンマーは（ラメのように）フェルマーの最終定理を証明できたと勘違いしていた、という物語もよく目にする。しかし、この物語は1910年にクルト・ヘンゼルによってはじめて語られたものであるが、ヘンゼルの情報源の一つには混乱があった（それを裏付ける証拠もある）。ハロルド・エドワーズによれば、クンマーの主な興味がフェルマーの最終定理にあったとする信仰は「はっきりと誤り」である(Edwards 1977, p. 79)。λ で素数を表し α で 1 の λ 乗根を表すクンマーの記号の使い方や、{\displaystyle p\equiv 1{\pmod {\lambda }}}
を満たす素数の「1 の
{\displaystyle \lambda }
乗根から構成される複素数」への分解の研究はすべて高次相互法則を扱ったヤコビの論文を踏襲している。クンマーの1844年の論文はケーニヒスベルク大学の創立記念に寄せたものでヤコビに捧げることを意図したものであった。クンマーはフェルマーの最終定理を1830年代に研究していたので、おそらく彼の理論がフェルマーの最終定理に対して何か意味することのあることを気づいていたが、ヤコビ（とガウス）が興味を持っていたテーマ、つまり高次相互法則のほうが彼にとってより重要であった、とするほうがよりありそうなことと考えられる。クンマーは自身の正則素数に対するフェルマーの最終定理の証明を「整数論において重要なものというより珍品」だと言っており、高次相互法則（彼は「予想」と書いている）を「主要なテーマであり現代整数論の頂点」と言っている。ただし、後者の発言はクンマーが相互法則に関する研究に成功して興奮冷めやらぬころになされたもので、それはフェルマーの最終定理の研究が息切れしていたときだったので、割り引いて聞いたほうがいいかもしれない。
クンマーのアイデアを一般の場合に拡張することはクロネッカーとデデキントによってその後の40年で独立に達成された。直接的な一般化は非常な困難に遭遇したので、ついにはこれがデデキントを加群とイデアルの理論の創造に導くことになった。クロネッカーは"form"（二次形式の一般化）の理論と因子の理論を切り拓くことによって困難に立ち向かった。デデキントの貢献は環論と抽象代数学の基礎になり、クロネッカーの手法は代数幾何学の重要なツールになった。